# Karsken Lippmann
Karsken Lippmann (Hannover, 21 giugno 1958) è un ex nuotatore tedesco.

## Carriera
Specializzato nelle staffette, ha vinto una medaglia di bronzo nella 4x200m sl a Berlino, nel 1978.

## Palmarès
- Mondiali
  - 1978 - Berlino: bronzo nella 4x200m sl.